# Claude Burton
Claude Burton (ur. 5 lipca 1903 roku w Littleton, zm. 17 kwietnia 1974 roku w Compton) – amerykański kierowca wyścigowy.

## Kariera
W swojej karierze Burton startował głównie w Stanach Zjednoczonych w mistrzostwach AAA Championship Car oraz towarzyszącym mistrzostwom słynnym wyścigu Indianapolis 500, będącym w latach 1923-1930 jednym z wyścigów Grandes Épreuves. W 1930 roku w wyścigu Indianapolis 500 dojechał do mety na jedenastym miejscu.